# 이승칠 (1850년)
이승칠(李承七, 1850년 - 1912년)은 조선후기의 무신이자 한말의 의사(義士)이다.

## 생애
조선후기의 무신이자 한말의 의사(義士)로 본관은 전주(全州), 휘는 승칠(承七), 자는 두경(斗卿)이다. 조선의 왕족출신이며 조선 제11대 임금인 중종대왕의 다섯째 아들인 덕양군(德陽君)의 후손이다. 충청북도 보은출신으로 경주영장(慶州營將) 이지현(李之鉉)의 아들로 1850년(철종 1) 태었났다. 1867년(고종 4) 무과에 급제하여 1870년 주부를 거쳐 1880년 도원찰방(桃源察訪)을 지내고, 1882년 송라찰방(松蘿察訪)을 거쳐 1886년 사헌부감찰에 승진하였다.
1910년 국권이 강탈되자 극약을 먹고, 자살을 기도하였으나 실패하였다. 1912년 일본 메이지왕(明治王)이 죽자 일본경찰로부터 상복착용을 강요당하였으나 이를 거절하고, 청주 봉황정(鳳凰亭)절벽에서 뛰어내려 자결하였다.